# DB (自動車)

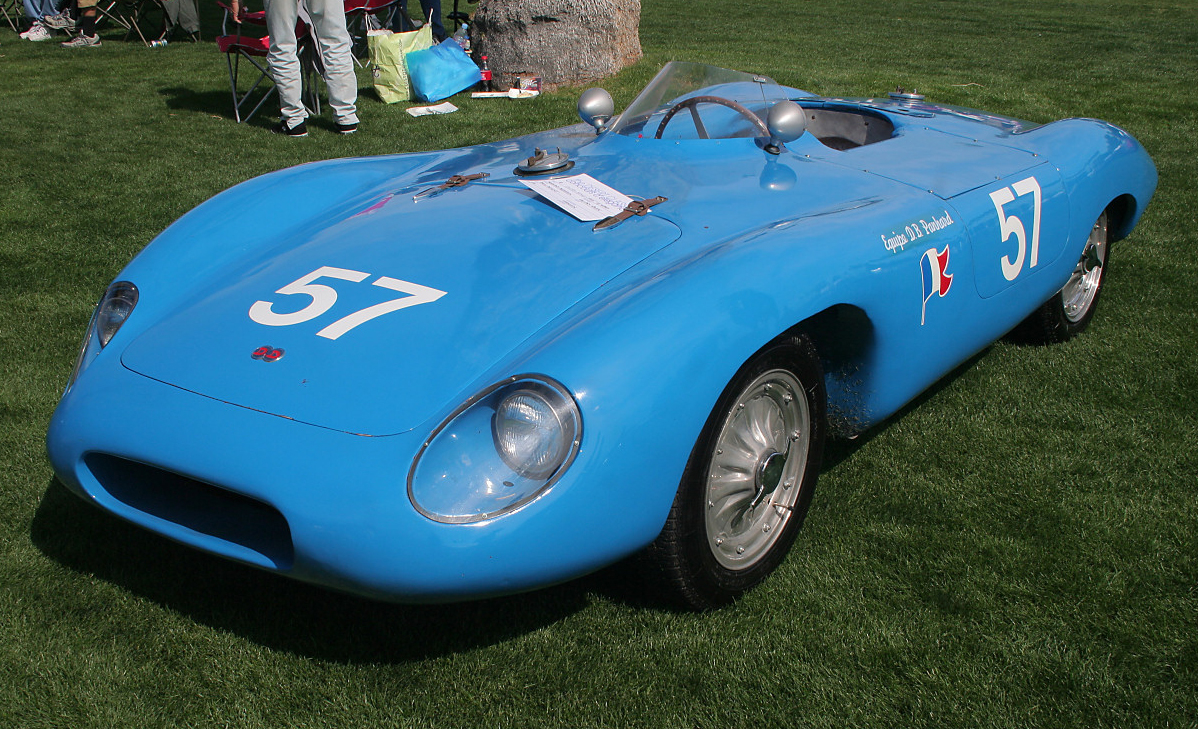
DBパナールHBR

DB（ディービー、Automobiles Deutsch et Bonnet ）は、1938年から1962年まで活動していたフランスの自動車メーカーである。
エコール・ポリテクニーク出身の秀才シャルル・ドゥーチェ（Charles Deutsch ）と、シャンピニー＝シュル＝マルヌでシトロエンの代理店/ガレージを経営していたルネ・ボネ（René Bonnet ）によって設立された。

## シトロエンチューナー時代
2人はシトロエン・11CVレジェをベースとしたレーシングカーを作り始め、FFのパワートレーンや足回りこそ使っていたがベースと似ても似つかないオープン2座のスペシャルを1938年に完成させた。重視されたのは空気抵抗低減で、特に前面投影面積を減らすことに重点が置かれた。2リッターエンジンはベースの45hpから60hpにパワーアップされていた。この年のパリ12時間レースでデビューし、最高速度160km/h、155km/h以上で1時間走り続けるという2,000ccクラスの記録を樹立したが、1939年には第二次世界大戦激化により計画は中断した。
戦争が終結すると混乱のさなか早くも1947年シトロエン2リッターエンジンを80hpにチューニングして使用したF2マシンとレーシングスポーツを作り上げた。トランスミッションはシトロエン用を4MTに改造して使った。このトランスミッションは後にジョン・クーパーが初めてF2マシンを作った時に流用され、1959年までクーパーF1用として使われた。
1949年にはシトロエン・7CV用をベースとした1.5リッターマシンで戦後初のル・マン24時間レースに出場した。

## パナールチューナー時代
ロングストロークのシトロエンエンジンは本来レース用のベースとしてあまり適した物ではなく、またシトロエンはレースにも冷淡でパーツ供給の面でも困難が予想されたため、1946年に610ccと小さいながらもトーションバーバルブスプリングによるOHVと高度な設計のエンジンを積むパナール・ディナXが発売されると、1948年そのエンジンを500ccに縮小したF3マシンを3台作った。しかし当時はJAPやノートンのエンジンをミッドシップで使用したクーパー・500が無敵の存在であったため活躍はできなかった。
1952年に850ccのディナ130が出るとこれをベースにしてモノミーユと呼ばれるフォーミュラ・リブレを作り、ワンメイクレースを開催した。
1954年にF1の規定が2,500ccまたは750ccスーパーチャージャー付きになるとモノミーユを750ccに縮小し、ルーツタイプのスーパーチャージャーを装着、1955年ポーのノンチャンピオンレースに2台を出場させたが、これもエンジン出力が足りず成功しなかった。この時期にはルノーエンジンを使ったRRのマシンや、2個のエンジンを前後に使用した四輪駆動車なども作っていたが、いずれも失敗に終わった。
以上単座のマシンではうまく行かなかったが、ル・マンを中心とするスポーツカーレースでは本領を発揮した。1950年以降ベースをパナール・ディナ用610ccに切り替え、1951年には745ccと851cc、1960年には702ccと各種の排気量で出場した。特に多用したのは745ccである。ボディーはアルミニウム製パネルで、形状は前面投影面積の他に、速度差のある大排気量車の渦流の影響の低減が考えられ、実戦による経験のみで当時の最先端を行っていた。ルネ・ボネは1949年のル・マン24時間レースにシャルル・ドゥーチェととも出場するなど1955年のル・マン24時間レースまでNo.1カーを自らの運転でル・マン24時間レースに出場、1952年のセブリング12時間レースやミッレミリアでクラス優勝、1953年ベルジャン24時間レースで総合4位、スポーツカーチャンピオンシップで9位を獲得した。

## 市販車
1950年代初期にようやく実用車は普及しスポーツカーの需要が生まれつつあった。1952年パリサロンに「コーチ」を発表した。DBレーシングスポーツをロードバージョンにしたようなモデルで、パナール・ディナがFFのまま2座クーペになっている。ボディはスチール製になっており空力もレース用程徹底していなかったが、スポーツカーに飢えていたフランスの若者に絶大な人気を博した。エンジンは最初610ccと750ccが用意され、後に851cc、48hpが主力モデルとなったが、その他851cc、42hp、最高速度155km/hの850スタンダード、851cc、58hp、最高速度165km/hの850GTルクス、954cc、72hp、最高速度185km/hのGT1000などがあった。1955年にはボディを低く改良するとともに繊維強化プラスチックを採用した。1960年にはカブリオレモデル「ル・マン」を作った。
ここまで車両設計はルネ・ボネ、会社経営はシャルル・ドゥーチェが受け持って来た。このまま行けばアルピーヌのようにスポーツカーメーカーとして確固たる地位が約束されていたが、シャルル・ドゥーチェは元々エンジニアでもあり、この頃設計思想に関しても興味を持ち始め、前輪駆動の自動車を製造するかミッドシップエンジンの自動車を製造するかでルネ・ボネと対立するようになった。結果シャルル・ドゥーチェは1962年に会社を去りSERA-CDを設立、DBは解体してオトモビル・ルネ・ボネになった。

## レースカー
- DBパナール Tank (1950年)
- DBパナール クーペ (1951年) ドライバー：ルネ・ボネ、Elie Bayol[7]
- DBパナール HBR （1954年）ドライバー：コルネット、M・ジヌー
- DBパナール HBR4 （1959年）ドライバー：J.Faucher、G.Laffargue
- DBパナール HBR5 クーペ （1961年）